# Mycerinus subcostatus
Mycerinus subcostatus là một loài bọ cánh cứng trong họ Cerambycidae.